# Elías Andrés Guerrero
Elías Andrés Guerrero Martínez; político y abogado chileno. Nació en Valdivia, el 14 de noviembre de 1783. Falleció en Santiago el 4 de febrero de 1859. Hijo de don Manuel Guerrero Lara y doña Ana Luisa Martínez y López. 
Se recibió de abogado en el Instituto Nacional, en septiembre de 1822. Participó y firmó la Constitución Política de la República de Chile, promulgada en 8 de agosto de 1828. Elegido diputado por Chiloé en 1829, siendo un importante líder pipiolo.
Militante del Partido Liberal, fue elegido Diputado por Ancud en 1846, reelegido en 1849. Integró la Comisión permanente de Gobierno.
En 1853 fue consejero de Estado.